# Mohamed Akíd
Mohamed Ali Akíd (arabul: محمد علي عقيد); Szfaksz, 1949. július 5. – Rijád, 1979. április 11.) tunéziai válogatott labdarúgó.

## Pályafutása

### Klubcsapatban
1967 és 1978 között a CS Sfaxien, 1978 és 1979 között a szaúdi er-Rijád csapatában játszott. Kétszeres tunéziai bajnok. 

### A válogatottban
1972 és 1978 között 52 alkalommal szerepelt a tunéziai válogatottban és 15 gólt szerzett. Részt vett az 1978-as Afrikai nemzetek kupáján és az 1978-as világbajnokságon, ahol a Mexikó, a Lengyelország és az NSZK elleni csoportmérkőzésen kezdőként lépett pályára.

## Sikerei, díjai
CS Sfaxien
- Tunéziai bajnok (2): 1970–71, 1977–78